# Setra Série 400
 (août 2016).
Si vous disposez d'ouvrages ou d'articles de référence ou si vous connaissez des sites web de qualité traitant du thème abordé ici, merci de compléter l'article en donnant les références utiles à sa vérifiabilité et en les liant à la section « Notes et références ».
La Série 400 est une série de plusieurs autobus et autocars de la marque allemande Setra. Elle fut produite de 2001 et est encore en production.
Cette série intègre des autobus urbains, autocars interurbains et tourisme.

## Historique

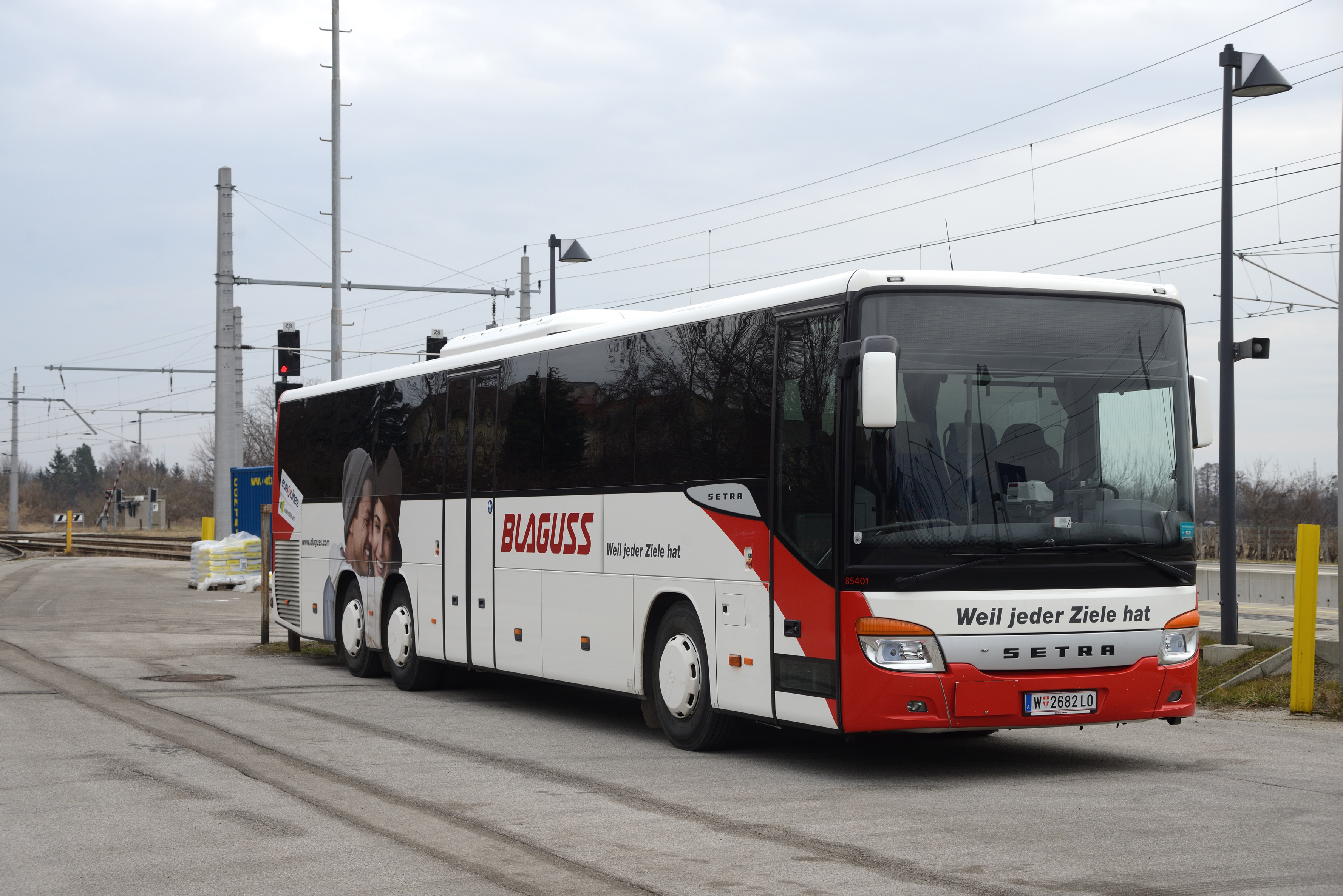
Setra S 417 UL

## Les véhicules

### Gammes et modèles

#### MultiClass
Urbain
- S 415 NF (11,950 m)
- S 416 NF (13,010 m)

Ces autobus à plancher surbaissé ont été lancés fin 2006. En France, le transporteur Lacroix a reçu en décembre 2006 les premiers Setra S 415 NF de l'hexagone, assemblés dans l'usine allemande d'Ulm.
Interurbain
- S 412 UL (10,805 m)
- S 415 UL (12,200 m)
- S 416 UL (13,040 m)
- S 417 UL (14,050 m)
- S 419 UL (14,980 m)
- S 415 H  (12,200 m)
- S 416 H  (13,040 m)
- S 415 UL business (12,200 m)
- S 416 UL business (12,700 m)
- S 417 UL business (13,380 m)
- S 415 LE business (12,330 m)
- S 416 LE business (13,040 m)
- S 418 LE business

La gamme business a fait son apparition en 2013. Ils ont un rapport qualité prix intéressant et des faibles coûts d'entretien. Les low entry font également leurs apparitions en 2014.

#### ComfortClass
La gamme ComfortClass 400, comme l'indique son nom, intègre des véhicules confortables destinés pour de la longue distance et parfois du tourisme.
- S 407 CC
- S 415 GT
- S 415 GT-HD
- S 416 GT
- S 416 GT-HD
- S 416 GT-HD/2 (deux essieux, contre trois pour le S 416 GT-HD)
- S 417 GT-HD
- S 419 GT-HD

#### TopClass
La gamme TopClass 400 intègre des véhicules haut de gamme destinés au tourisme et aux lignes longue distance.
HD
- S 411 HD : autocar à plancher très haut le plus court de la gamme TopClass 400. Il sera remplacé par le S 511 HD.
- S 415 HD : autocar de taille standard (12 mètres) à plancher très haut. Il sera remplacé par le S 515 HD.

HDH
- S 415 HDH : autocar de taille standard (12 mètres) à plancher très haut et à trois essieux. Il sera remplacé par le S 515 HDH.
- S 416 HDH : autocar de 13 mètres à plancher très haut et à trois essieux. Il sera remplacé par le S 516 HDH.
- S 417 HDH : autocar de longue taille (14 mètres) à plancher très haut et à trois essieux. Il sera remplacé par le S 517 HDH.

SHD
- S 417 SHD : autocar à plancher très haut à trois essieux destiné pour le marché nord-américain uniquement.

DT
- S 431 DT : autocar à étages et à trois essieux. Il remplace le S 328 DT. Il est remplacé par le S 531 DT.

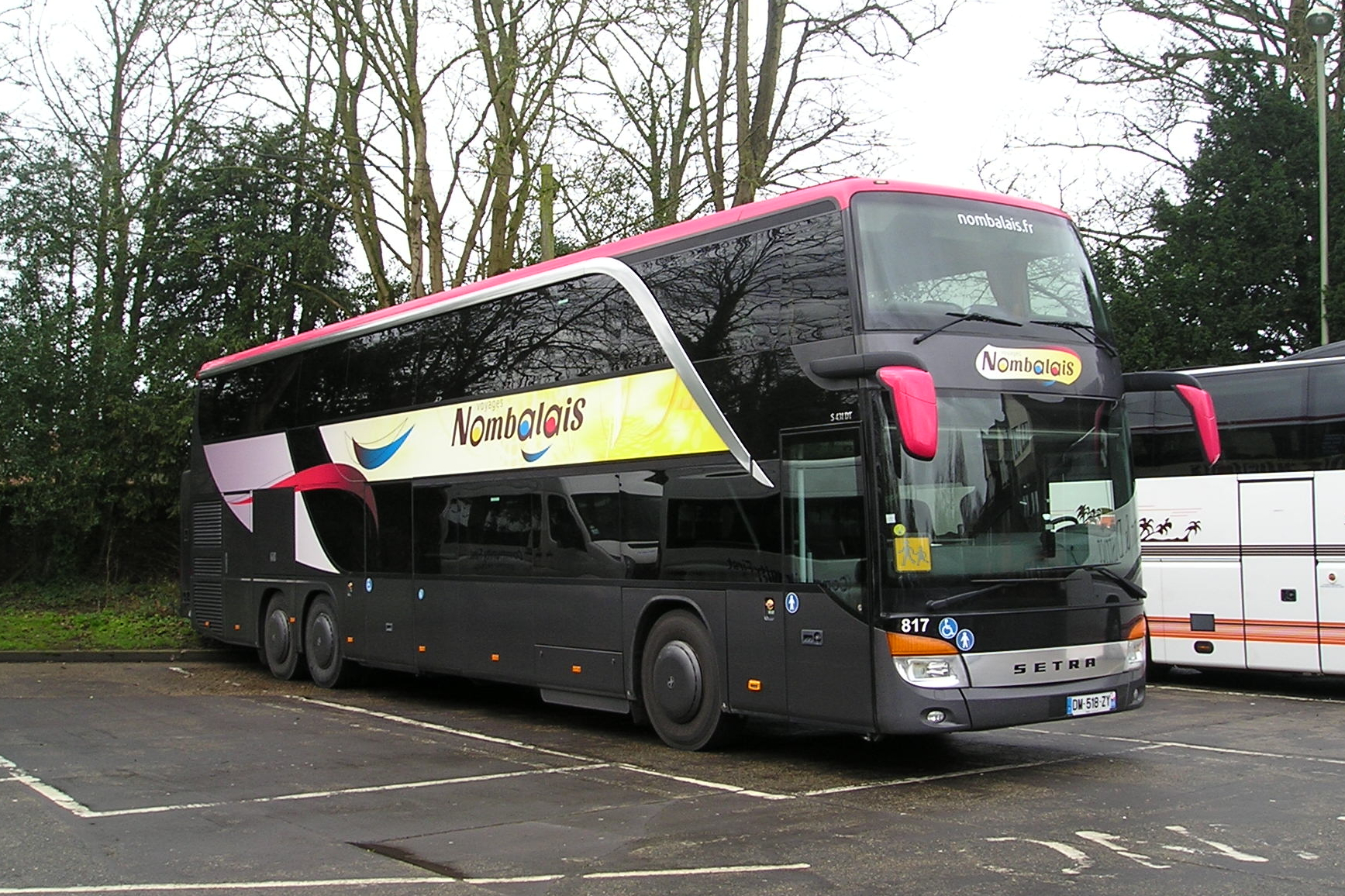
Setra S 431 DT